# Yuanyang (Xinxiang)
Yuanyang  (en chino, 原阳; pinyin, Yuányáng) es un condado  bajo la administración directa de la Prefectura Xinxiang en la Provincia de Henan, República Popular China.  Su área es de 130 km² y su población total para 2010 superó los 650 mil habitantes. 

## Administración
Desde octubre de 2023, el  Condado Yuanyang  se divide en 9 pueblos que se administran en 2 subdistritos y 7 poblados.

## Toponimia
El topónimo Yuanyang surgió en marzo de 1950 cuando se fusionaron los condados Yuanwu (原武) y Yangwu (阳武) en uno solo condado.